# In eminenti Apostolatus Specula
In eminenti apostolatus specula je papinska bula koju je 28. travnja 1738. izdao papa Klement XII., zabranjujući katolicima učlanjenje u masonske lože. Iako je osuda bila proglašena konačnom ("ustav vrijedeći zauvijek"), ona je bila tek prva u nizu sličnih odluka. Tijekom više od dva stoljeća gotovo svi nasljednici Klementa XII. ponovno su potvrđivali ovu zabranu. Ova apostolska bula, zajedno s kasnijim dokumentima, predstavlja temelj crkvenog kanonskog prava prema slobodnom zidarstvu i kontinuiranu osudu ove inicijacijske organizacije od strane Vatikana.

## Povijesna pozadina
Slobodno zidarstvo razvilo se u Engleskoj tijekom 17. stoljeća, ali se nakon 1715. podijelilo na jakobitske i hanoverske masonske lože. Loža u Rimu bila je jakobitska (pristajala je uz dinastiju Stuart), većinom katolička, ali je primala i protestante. S druge strane, loža u Firenci bila je protestantska i hanoverska, ali je prihvaćala i katolike te ateiste koji su podržavali whigovsku politiku. Budući da je papa Klement XII. bio iz Firence, nije blagonaklono gledao na to da u njegovom rodnom gradu djeluje istaknuta protestantska organizacija.
U isto vrijeme, James Francis Edward Stuart živio je u Rimu kao izgnani pretendent na englesko prijestolje (Jakov III.). Godine 1737. saznao je da su hanoverski slobodni zidari regrutirali toliko francuskih katolika da su preuzeli kontrolu nad Velikom ložom Francuske, potiskujući jakobite. Zbog toga je od pape Klementa XII. zatražio da izda bulu kojom bi osudio hanoversko slobodno zidarstvo u katoličkim zemljama.
Istodobno je kardinal André Hercule de Fleury, glavni ministar francuskog kralja Luja XV., nastojao održati mir s Britanijom. Jakobitski simpatizeri u Francuskoj osnovali su tajnu masonsku ložu, nadajući se da će utjecati na Fleuryja kako bi podržao dinastiju Stuart. Međutim, umjesto toga, francuske vlasti provele su racije nad ložama, a Fleury je potaknuo papu da izda bulu kojom bi se svim rimokatolicima zabranilo pridruživanje masonskim organizacijama pod prijetnjom izopćenja.
Papa Klement XII. nastojao je udovoljiti Stuartima, ali bez izravnog sukobljavanja s Britanijom i bez narušavanja francuske vanjske politike. Stoga je bula napisana s vjerskog, a ne političkog gledišta te nije razlikovala jakobitsko i hanoversko slobodno zidarstvo.
Objava bule dogodila se 21 godinu nakon osnutka Velike lože Londona 1717. godine, prve moderne velike lože, koju su utemeljili John Theophilus Desaguliers i James Anderson.

## Sadržaj bule
Papa Klement XII. je u buli istaknuo da su masonske lože, koje su se "širile u svim smjerovima i svakodnevno jačale", otvorene ljudima svih religija i sekti te da njihovi članovi polažu zakletvu tajnosti. Ključni argument protiv slobodnog zidarstva izražen je u sljedećim riječima:
»Ali zločin po svojoj prirodi sam sebe izdaje i razotkriva se kroz popratnu buku. Tako su i spomenuta društva ili skupštine pobudile najveću sumnju u umovima vjernika, a svi razboriti i čestiti ljudi donijeli su isti sud o njima – da su iskvareni i izopačeni. Jer, da ne čine zlo, ne bi imali toliku mržnju prema svjetlu.«
Bula nadalje ističe da su mnoge vlade, smatrajući slobodno zidarstvo prijetnjom svojoj sigurnosti, poduzele mjere za njezino "razborito suzbijanje". Također, upozorava na opasnost privatnih pravila i prisega kojima se slobodni zidari obvezuju na poslušnost, ne pridržavajući se ni građanskih ni crkvenih zakona.
U ovoj buli se ističu dva glavna obilježja slobodnog zidarstva: multikonfesionalnost loža i prisega tajnosti i međusobne pomoći koju članovi daju, a koja se, prema tekstu bule, može smatrati sumnjivom.
Kao rezultat toga, katolicima je u potpunosti zabranjeno sudjelovanje u masonskim organizacijama, a biskupima je naloženo da se bore protiv masonerije koristeći crkvene i svjetovne vlasti, uključujući inkviziciju, jer je slobodno zidarstvo bila pod sumnjom za herezu, djelomično zbog svoje stroge tajnovitosti.

## Nasljeđe
Bula In eminenti Apostolatus Specula izazvala je snažne reakcije na europskim dvorovima i naišla na različita tumačenja. U Habsburškoj Monarhiji njezino je objavljivanje bilo zabranjeno, što se često povezivalo s činjenicom da je rimsko-njemački car Franjo I., suprug Marije Terezije, bio pripadnik slobodnih zidara. U Francuskoj je u to vrijeme bilo tek tristotinjak do četiristo slobodnih zidara. Ova bula nikada nije stupila na snagu u Francuskoj jer je nije potvrdio pariška skupština.
Ovaj papinski tekst ponovili su i neki od nasljednika Klementa XII. Tako je 1751. godine papa Benedikt XIV. osudio "masonski red" u buli Providas Romanorum, kojom je svakom katoličkom vjerniku zabranjeno sudjelovanje u slobodnom zidarstvu.  Godine 1821. benediktinski redovnik i papa Pio VII. osudio je svaku vrstu masonske djelatnosti u dokumentu Ecclesiam a Jesu Christo. Godine 1825. papa Lav XII. izdao je encikliku Quo graviora, kojom je također osudio slobodno zidarstvo. Nekoliko godina kasnije, 1829., Pio VIII. objavio je encikliku Traditi humilitati nostrae, u kojoj je jasno izrazio neprijateljski stav prema slobodnom zidarstvu.
Papa Pio IX., koji je imao najduži pontifikat u povijesti, također je zabranio slobodno zidarstvo u enciklici Qui pluribus (1846.). Tijekom svog pontifikata objavio je četiri antimasonske enciklike i jednu bulu, uključujući Quanta cura iz 1864. godine. Njegov nasljednik, papa Lav XIII., nastavio je s osudama slobodnog zidarstva te je između 1882. i 1902. objavio osam enciklika na tu temu. Među njima se ističe Humanum genus iz 1884., dugačko pismo upućeno biskupima, u kojem papa kritizira filozofski i moralni relativizam slobodnog zidarstva.
Godine 1917. Kodeks kanonskog prava eksplicitno je naveo da članstvo u masonskoj loži povlači automatsku ekskomunikaciju. Godine 1983. kanon 2335 iz Zakonika kanonskog prava iz 1917. zamijenjen je kanonom 1734 u novom zakoniku, koji više ne spominje slobodno zidarstvo izrijekom, već govori o "udrugama koje djeluju protiv Crkve". Deset mjeseci nakon revizije kanonskog prava, Kongregacija za nauk vjere, tada pod vodstvom kardinala Josepha Ratzingera (kasnijeg pape Benedikta XVI.), izdala je deklaraciju kojom se ponovno potvrđuje zabrana katolicima da se pridruže bilo kojem obliku ili pravcu slobodnog zidarstva.

## U književnosti
U romanu Bernska povelja, francuskog autora Manuela Pontresine, lik Serge spominje da je papa Ivan Pavao II. ukinuo ekskomunikaciju slobodnih zidara jer je "poznavao masonski stisak ruke". Kada ga inspektor Sepp upita o papinom članstvu u slobodnom zidarstvu, Serge odgovara da zbog prisege tajnosti ne može ništa reći.
Kriminalistički roman Nasmejani, iz serije Suze od kamena, francuskog autora Fabricea Daimlera, opisuje medijsku pozornost koju je izazvalo opozivanje papinske bule od strane pape Klementa XV. i pariškog nadbiskupa.